# Floors Castle

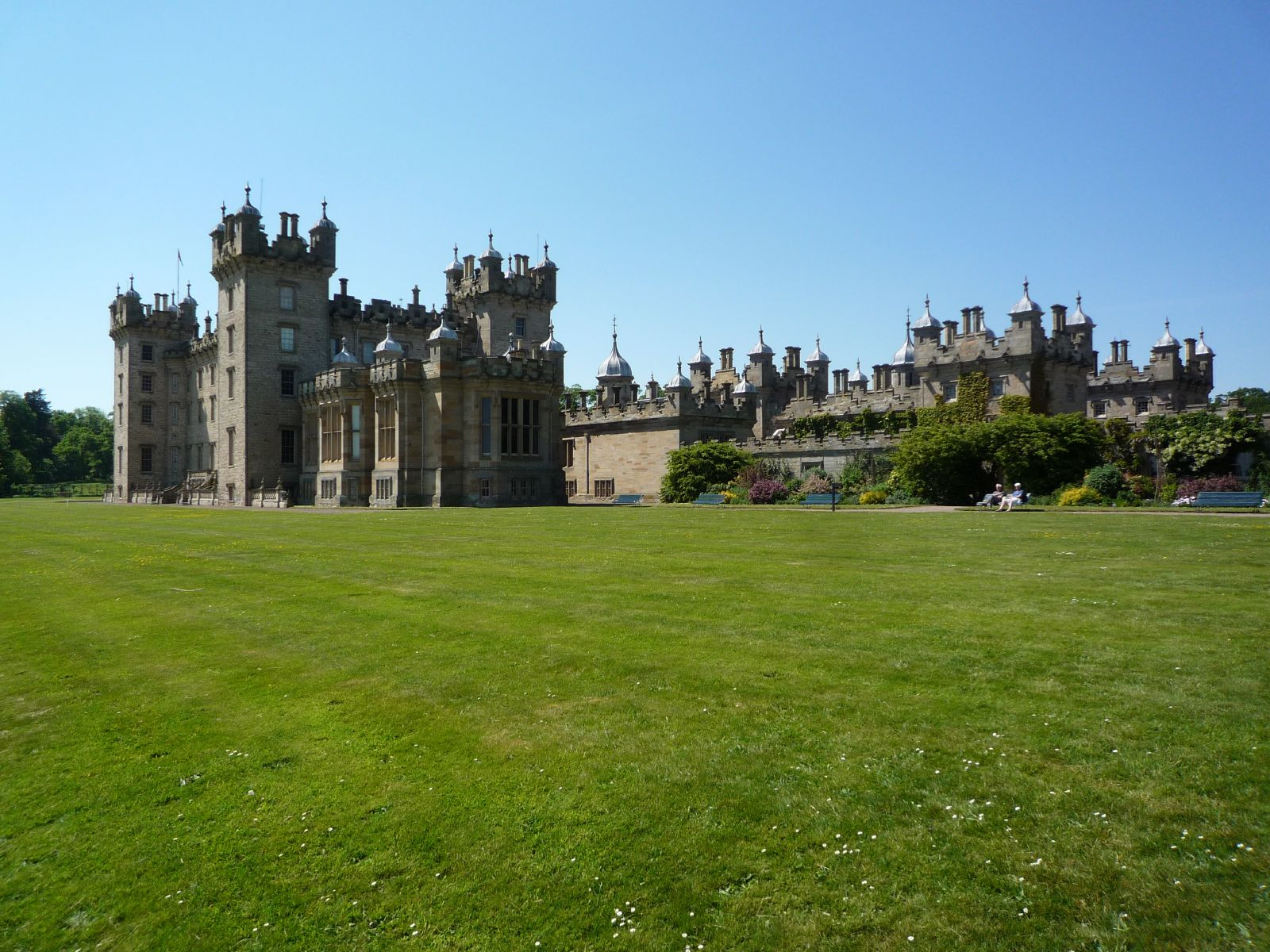
Floors Castle

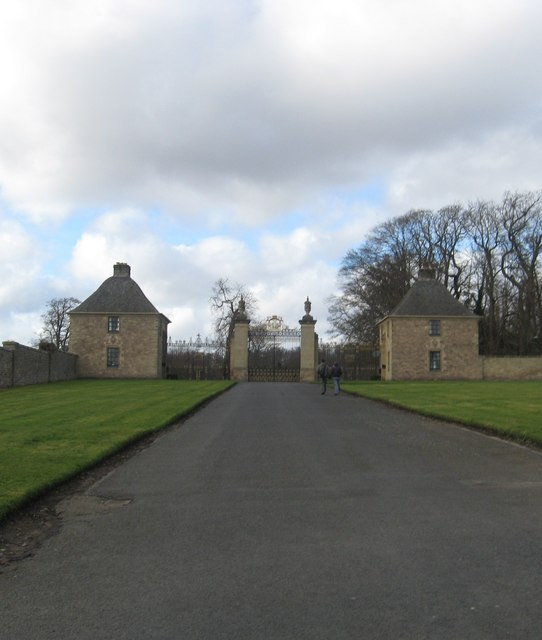
Torzufahrt zu Floors Castle

Floors Castle ist ein Schloss in der schottischen Kleinstadt Kelso in der Council Area Scottish Borders. 1971 wurde das Bauwerk in die schottischen Denkmallisten in der höchsten Denkmalkategorie A aufgenommen. Des Weiteren ist die zugehörige Torzufahrt separat ebenfalls als Kategorie-A-Bauwerk klassifiziert. Außerdem bilden beide Bauwerke zusammen ein Denkmalensemble der Kategorie A.

## Geschichte
Historisch zählten die Ländereien zu den Besitztümern der Kelso Abbey. Mit der postreformatorischen Säkularisation der klösterlichen Güter installierte König Jakob VI. mit seinem Protegé Robert Ker im Jahre 1600 einen Lord Roxburghe, welcher über das Anwesen verfügte. 1616 wurde Ker zum ersten Earl of Roxburghe erhoben. Der Titel wurde innerhalb der Familie vererbt und die Earls of Roxburghe bewiesen sich in der Folgezeit als gewichtige Politiker. Auf Grund seiner tragenden Rolle im Zusammenhang mit dem Act of Union wurde der fünfte Earl of Roxburghe, John Ker, als erster Duke of Roxburghe installiert.
1721 begannen die Arbeiten am heutigen Floors Castle, an dessen Standort sich zuvor ein als House of Floris bezeichnetes Tower House befunden hatte. Nach einem Entwurf des schottischen Architekten William Adam entstand ein Herrenhaus. In flankierenden Pavillons waren Stallungen und Wirtschaftsbereiche untergebracht. James Innes-Ker, 6. Duke of Roxburghe beauftragte um 1837 William Henry Playfair mit der Erweiterung und Modernisierung von Floors Castle. Aus diesen umfassenden Arbeiten ging das heutige Schloss hervor. Neben Erweiterungen und Umgestaltungen, auch des Innenraums, umfasste die Maßnahme auch die Anlage verschiedener Außengebäude. Heute umfasst das Anwesen, das weiterhin Sitz des Dukes of Roxburghe ist, einen Golfplatz und ein Hotel.
1987 wurden die Außenanlagen in das Inventory of Gardens and Designed Landscapes in Scotland aufgenommen.

## Torzufahrt
Das weitläufige Anwesen am Nordwestrand von Kelso schmiegt sich entlang des linken Ufers des Tweeds. Das am Ostrand des Anwesens gelegene Tor markiert den stadtseitigen Zufahrtsweg zu Floors Castle. Es wurde 1929 nach einem Entwurf von Reginald Fairlie gestaltet. Die Anlage besteht aus zwei Lodges, welche die Zufahrt flankieren. Die quadratischen Gebäude mit bossiertem Mauerwerk schließen mit geschwungenen, schiefergedeckten Dächern. Auf den hohen Torpfeilern mit abschließenden Gesimsen sitzen Urnen auf. In den Zwischenräumen zwischen dem zweiflügligen, schmiedeeisernen Haupttor und den Lodges verläuft ein hoher Zaun. In diesen sind zwei Fußgängertore eingelassen.